# Steve Zahn
Steve James Zahn (* 13. listopadu 1967 Marshall, Minnesota) je americký herec a komik.

## Život a kariéra

### Začátky
Steve Zahn se narodil a vyrůstal na venkově v americkém státě Minnesota. Na střední školu šel do Minneapolisu, kde se již při studiu věnoval herectví, a to prostřednictvím školních her. Později vystudoval divadelní herectví na Harvardově univerzitě v Massachusetts.
Svůj debut v divadle si odbyl roku 1991 a v první polovině devadesátých let se mu nedařilo proniknout na stříbrné plátno. Zlom přišel až v roce 1994, kdy si po boku Winony Ryder, Ethana Hawka či Bena Stillera zahrál v romantické komedií Bolestná realita. Tahle role mu otevřela dveře do světa filmu a další role se už začali jen hrnout. Dále si zahrál v oceňovaném válečném thrilleru Krvavý příliv (1995), v režijním debutu Toma Hankse To je náš hit! (1996), v romantické komedií Láska přes internet (1998), v kriminální komedií Zakázané ovoce (1998) či Myšák Stuart Little (1999). Roku 2000 vyhrál za svou roli v komedií Happy Texas (1999) Independent Spirit Awards v kategorií nejlepší vedlejší herec. Uspěl také na filmovém festivalu Sundance.

### V novém tisíciletí
Od začátku 21. století se začal objevovat ve spíše průměrně hodnocených komediálních filmech jako například Kluci v mém životě (2001) po boku Drew Barrymore, Pekelná ženská (2001), v kultovním hororu Jízda do pekel (2001), Policajti na baterky (2003), dále po boku Eddieho Murphyho ve filmu Bláznivá školka (2003), v úspěšném dramatu Mluv (2004) nebo v akční komedií Sahara (2005).
V roce 2006 se nicméně objevil po boku Christiana Balea ve velmi kladně hodnoceném válečném filmu Temný úsvit. Dále následovali nepříliš úspěšné projekty včetně filmu Velký Buck Howard (2008), Management (2008) či thrillery Dokonalý únik (2009) a Noční vlak (2009). Poté si zahrál ve všech třech filmových adaptacích knižní série Deník malého poseroutky, kde ztvárnil otce hlavního hrdiny Grega Heffleyho. Nadále se objevil v oscarovém filmu Klub poslední naděje (2013), v animovém snímku Hodný dinosaurus (2015) pak nadaboval jednu z postav. V posledních letech hrál v Road movie Tohle je náš svět (2016) či Kde se touláš, Bernadetto (2019). Dále nadaboval jednu z rolí ve filmu Válka o planetu opic (2017) a nedávno se po boku Reese Witherspoon a Ashtona Kutchera objevil v nepříliš úspěšné romantice U tebe nebo u mě? (2023).
Zahrál si také menší role v několika populárních seriálech jako například Přátelé, Phineas & Ferb, Můj přítel Monk, Treme, Taková moderní rodinka či v hitu Bílý lotos z dílny HBO Max.

## Osobní život
V roce 1994 si vzal svoji dlouholetou přítelkyni Robyn Petermanovou. Mají spolu dvě děti. Zahn se hlásí k luteránské církvi a preferuje život na venkově a v přírodě.

## Filmografie

### Filmy
| Rok  | Název                                 | Role                             | Poznámky                                                                        |
| ---- | ------------------------------------- | -------------------------------- | ------------------------------------------------------------------------------- |
| 1992 | Rain Without Thunder                  | Jeremy Tanner                    |                                                                                 |
| 1994 | Bolestná realita                      | Sammy Gray                       |                                                                                 |
| 1995 | Krvavý příliv                         | William Barnes                   |                                                                                 |
| 1996 | Sluneční šíp                          | Hans Kooiman                     |                                                                                 |
| 1996 | Předměstí                             | Buff                             |                                                                                 |
| 1996 | To je náš hit!                        | Lenny Haise                      |                                                                                 |
| 1998 | Objekt mé touhy                       | Frank Hanson                     |                                                                                 |
| 1998 | Zakázané ovoce                        | Glenn Michaels                   |                                                                                 |
| 1998 | Kasaři                                | Eddie                            |                                                                                 |
| 1998 | Láska přes internet                   | George Pappas                    |                                                                                 |
| 1999 | Živelná pohroma                       | Alan                             |                                                                                 |
| 1999 | Freak Talks About Sex                 | Freak                            |                                                                                 |
| 1999 | Happy Texas                           | Wayne Wayne Wayne Jr., aka David | Independent Spirit Award Special Dramatic Jury Prize Nominace – Satellite Award |
| 1999 | Myšák Stuart Little                   | Monty                            | Hlas                                                                            |
| 2000 | Řetěž bláznů                          | Thomas Kresk                     |                                                                                 |
| 2000 | Hamlet                                | Rosencrantz                      |                                                                                 |
| 2001 | Chelsea Walls                         | Ross                             |                                                                                 |
| 2001 | Dr. Dolittle 2                        | Archie                           | Hlas                                                                            |
| 2001 | Jízda do pekel                        | Fuller Thomas                    |                                                                                 |
| 2001 | Kluci v mém životě                    | Ray Hasek                        |                                                                                 |
| 2001 | Pekelná ženská                        | Wayne                            |                                                                                 |
| 2002 | Myšák Stuart Little 2                 | Monty                            | Hlas                                                                            |
| 2003 | Bláznivá školka                       | Marvin                           |                                                                                 |
| 2003 | Policajti na baterky                  | Hank Rafferty                    |                                                                                 |
| 2003 | Jak nezískat Pulitzera                | Adam Penenberg                   |                                                                                 |
| 2004 | Máš padáka!                           | Jack                             |                                                                                 |
| 2004 | Mluv                                  | Mr. Freeman                      |                                                                                 |
| 2005 | Strašpytlík                           | Runt of the Litter               | Hlas                                                                            |
| 2005 | Sahara                                | Al Giordino                      |                                                                                 |
| 2006 | Bandidas                              | Quentin Cooke                    |                                                                                 |
| 2006 | Temný úsvit                           | Duane                            | Nominace – Independent Spirit Award                                             |
| 2008 | Velký Buck Howard                     | Kenny                            |                                                                                 |
| 2008 | Management                            | Mike Flux                        |                                                                                 |
| 2008 | Skandály ze života zvířat             | Peter Gaulke                     |                                                                                 |
| 2008 | Jarní úklid s.r.o.                    | Mac                              |                                                                                 |
| 2008 | Bajky naruby - 3 prasátka a nemluvně  | Sandy Pig                        | Hlas                                                                            |
| 2009 | Noční vlak                            | Pete Dobbs                       |                                                                                 |
| 2009 | Dokonalý únik                         | Cliff Anderson                   |                                                                                 |
| 2010 | Calvin Marshall                       | Coach Little                     |                                                                                 |
| 2010 | Deník slabocha                        | Frank Heffley                    |                                                                                 |
| 2010 | Salesmen                              | Marvin                           |                                                                                 |
| 2011 | Deník malého poseroutky 2             | Frank Heffley                    |                                                                                 |
| 2012 | Deník malého poseroutky 3             | Frank Heffley                    |                                                                                 |
| 2012 | Diary of a Wimpy Kid: Class Clown     | Frank Heffley                    | Hlas                                                                            |
| 2013 | Útěk z planety Země                   | Hawk                             | Hlas                                                                            |
| 2013 | Klub poslední naděje                  | Tucker                           | Nominace – Screen Actors Guild Award                                            |
| 2013 | Knights of Badassdom                  | Eric                             |                                                                                 |
| 2015 | Hodný dinosaurus                      | Thunderclap                      | Hlas                                                                            |
| 2015 | Šest směšných                         | Clem                             |                                                                                 |
| 2016 | Tohle je náš svět                     | Dave                             | Nominace – Screen Actors Guild Award                                            |
| 2017 | Válka o planetu opic                  | Bad Ape                          | Nominace – Washington D.C. Area Film Critics Association Award                  |
| 2017 | Lean on Pete                          | Silver                           |                                                                                 |
| 2018 | Blaze                                 | Oilman #2                        |                                                                                 |
| 2019 | Kde se touláš, Bernadetto             | David Walker                     |                                                                                 |
| 2019 | Čára                                  | Richie Kreyman                   |                                                                                 |
| 2020 | Uncle Frank                           | Mike Bledsoe                     |                                                                                 |
| 2020 | Kovbojové                             | Troy                             |                                                                                 |
| 2021 | 8bitové Vánoce                        | John Doyle                       |                                                                                 |
| 2022 | Čára 2                                | Richie Kreyman                   |                                                                                 |
| 2022 | Noc v muzeu: Kahmunrah znovu povstává | Jedediah                         | Hlas                                                                            |
| 2023 | U tebe nebo u mě?                     | Zen                              |                                                                                 |
| 2023 | LaRoy                                 | Skip                             |                                                                                 |
| 2023 | Wildcat                               |                                  | Postprodukce                                                                    |

### Seriály
| 1990      | All My Children                   | Spence                  | Epizoda #5303                               |
| 1993      | South Beach                       | Lane Bailey             | Epizoda: "Pirates of the Caribbean"         |
| 1995      | Přátelé                           | Duncan                  | Epizoda: "The One with Phoebe's Husband"    |
| 1995      | Mike & Spike                      | Nick Pickles            | Hlas, epizoda: "Person to Clothes"          |
| 1995      | Picture Windows                   | Crook                   | Epizoda: "Armed Response"                   |
| 1997      | Liberty! The American Revolution  | American Sergeant       | 4 epizody                                   |
| 1998      | Ze Země na Měsíc                  | Astronaut Elliot See    | Miniseries Episode: "Can We Do This?"       |
| 2008      | Comanche Moon                     | Augustus "Gus" McCrae   | 3 epizody                                   |
| 2008–2012 | Phineas & Ferb                    | Swampy/Sherman (voices) | 3 epizody                                   |
| 2009      | Můj přítel Monk                   | Jack Monk, Jr.          | Epizoda: "Mr. Monk's Other Brother"         |
| 2009      | WWII in HD                        | Nolen Marbrey           | Hlas, 3 epizody                             |
| 2010–2013 | Treme                             | Davis McAlary           | 36 epizod                                   |
| 2013      | Randy Cunningham: 9th Grade Ninja | Terry McFist            | Hlas, epizody: "Fart-Topia"                 |
| 2014      | Mind Games                        | Clark Edwards           | 13 epizody                                  |
| 2014–2015 | Taková moderní rodinka            | Ronnie La Fontaine      | 4 epizody                                   |
| 2015–2016 | Ničemové                          | Cobi                    | 10 epizod                                   |
| 2018      | The Crossing                      | Jude Ellis              | 11 epizod                                   |
| 2019      | Údolí rozkvětu                    | Michael Fenne           | Hlavní role                                 |
| 2020      | Můj kamarád Hajzlík               | Dude                    | Hlas, hlavní role                           |
| 2020      | The Good Lord Bird                | Chase                   | 2 epizody                                   |
| 2021      | Bílý lotus                        | Mark Mossbacher         | Hlavní role Nominace – Primetime Emmy Award |
| 2022      | The Last Movie Stars              | Donald "Duck" Dobbins   | Hlas, 3 epizody                             |
| 2022–2023 | George & Tammy                    | George Richey           | 6 epizod                                    |
| 2023      | Ve jménu našeho Pána              | Peter Montgomery        |                                             |